# Hamadi Jebali
Hamadi Jebali, född 12 januari 1949, är en tunisisk ingenjör, islamistisk politiker och journalist. Han var partiledare för Ennahda från 1981 till 2013 samt Tunisiens premiärminister från den 24 december 2011 fram till sin avgång den 14 mars 2013.

## Privatliv
Hamadi Jebali studerade till ingenjör vid Universitet i Tunis där han avlade en kandidatexamen i maskinteknik. Senare genomgick han ett mastersprogram i fotovoltaik vid Universitetet i Paris. Som specialist inom solenergi och vindkraft grundade han sitt eget företag med säte i Sousse.